# Directives toponymiques du GENUNG
 (avril 2016).
Si vous disposez d'ouvrages ou d'articles de référence ou si vous connaissez des sites web de qualité traitant du thème abordé ici, merci de compléter l'article en donnant les références utiles à sa vérifiabilité et en les liant à la section « Notes et références ».
Les Directives toponymiques du GENUNG (en anglais : UNGEGN Toponymic Guidelines, titre intégral : Toponymic guidelines for map and other editors, for international use, Directives toponymiques pour éditeurs de cartes géographiques et autres publications destinées à un usage international) sont des informations toponomastiques standardisées, initiées et coordonnées par le Groupe d’experts des Nations unies pour les noms géographiques (GENUNG). 
Elles ont pour but de regrouper les informations toponomastiques les plus importantes concernant un certain État, surtout sous l’aspect de la standardisation des noms.

## Naissance
En l’occasion de la troisième conférence pour la standardisation des noms géographiques des Nations unies (GENUNG) en août/septembre 1977 à Athènes il y eut une discussion approfondie sur le regroupement et la diffusion d’informations toponomastiques. Vu les approches divergentes de cette thématique des différents États, Josef Breu, élu président du GENUNG lors de cette même conférence, suggéra un rassemblement de directives toponomastiques plus ou moins standardisées. Il en élabora un modèle avec l’Autriche comme exemple et le présenta sous le titre Toponymic Guidelines for International Cartography / Austria comme papier de travail no 5 lors de la 8e session du GENUNG qui eut lieu en février/mars 1979 à New York. 

## Résolutions de l’ONU en rapport avec des directives du GENUNG
L’écho à la proposition de Breu[Qui ?] étant très positif[réf. nécessaire], dans les années suivantes plusieurs résolutions des Nations unies favorisant l’établissement de directives toponymiques furent votées. Ainsi, dans la résolution no 4 votée à la 4e conférence pour la standardisation des noms géographiques à Genève en août/septembre 1982, une espèce de grille concernant le contenu des directives toponymiques fut présentée. Dans cette résolution les directives élaborées pour l’Autriche par Breu sont indiquées come exemplaires et l’institution d’un coordinateur pour ces directives est suggérée. 
À la 5e conférence des Nations unies pour la standardisation des noms géographiques à Montréal en août 1987, deux autres résolutions concernant les directives toponymiques furent votées : la résolution no 11 conseille de faire une nette distinction typographique entre les toponymes et les autres éléments de texte sur les cartes géographiques officielles. Cette distinction typographique doit être expliquée dans les directives toponymiques correspondantes.
La résolution no 14 de la même conférence recommande d’inciter les différents pays à la publication et la mise à jour de directives toponymiques. Le secrétariat des Nations unies est censé soutenir la publication et la diffusion des directives.
Le titre des directives a été légèrement modifié deux fois. Alors que Breu publia ses directives-modèle comme Toponymic Guidelines for International Cartography, la résolution no 4 susmentionnée de l’année 1982 utilisa déjà le titre Toponymic guidelines for map and other editors. En 1986, à la 12e conférence, fut décidé d’ajouter l’additif for international use.

## Contenu
Dans la résolution no 4 susmentionnée, votée à la 4e conférence des Nations unies pour la standardisation des noms géographiques (1982), il y a également une liste de points censés être contenus dans les directives  toponymiques ; ce sont entre autres les suivants :
- dans les pays plurilingues : aire de distribution des langues, le statut juridique des noms géographiques dans les langues respectives ;
- les alphabets des langues parlées dans un pays et, pour les langues n’utilisant pas l’écriture latine, les clefs de transcription officiels ;
- règles et aides à la prononciation des noms géographiques ;
- informations sur les substrats linguistiques, si elles sont utiles au cartographe ;
- relation entre dialectes et langue(s) standard ;
- les particularités dialectes et répartition dialectale ;
- autorités concernés avec la toponomastiques et leurs activités ;
- sources toponymiques pertinentes ;
- glossaire pour une meilleure compréhension des cartes ;
- abréviations utilisées dans la cartographie officielle ;
- répartition administrative.

## Liste des pays ayant déjà publié des directives toponymiques
Jusqu’à présent, 42 pays ont élaboré des directives toponymiques (ou bien au moins des ébauches ; mise à jour mars 2017 ; les États ayant cessé d'exister sont signalés par un astérisque). 
| État                       | Année de la publication de la dernière mise à jour |
| -------------------------- | -------------------------------------------------- |
| Algérie                    | 2000                                               |
| Australie                  | 2002                                               |
| Belgique                   | 2009                                               |
| Chine                      | 1992                                               |
| Danemark                   | 2017                                               |
| Allemagne                  | 2017                                               |
| *Allemagne (RDA)           | 1981                                               |
| Estonie                    | 2012                                               |
| Finlande                   | 2017                                               |
| France                     | 1989                                               |
| Grèce                      | 2000                                               |
| Islande                    | 1982                                               |
| Iran, République Islamique | 2000                                               |
| Irlande                    | 1994                                               |
| Italie                     | 2004                                               |
| Japon                      | 2007                                               |
| Canada                     | 2000                                               |
| Corée, République          | 2015                                               |
| Croatie                    | 2007                                               |
| Pays Bas                   | 2017                                               |
| Madagascar                 | 2017                                               |
| Malaisie                   | 2017                                               |
| Norvège                    | 2007                                               |
| Autriche                   | 2012                                               |
| Pologne                    | 2011                                               |
| Roumanie                   | 1994                                               |
| Suède                      | 2007                                               |
| Suisse                     | 1982                                               |
| Slovaquie                  | 2010                                               |
| Slovénie                   | 1995                                               |
| Espagne                    | 1982                                               |
| Afrique du Sud             | 2012                                               |
| Suriname                   | 1985                                               |
| Thaïlande                  | 2002                                               |
| République Tchèque         | 2007                                               |
| *Tchécoslovaquie           | 1987                                               |
| Turquie                    | 1982                                               |
| *URSS                      | 1987                                               |
| Ukraine                    | 2011                                               |
| Hongrie                    | 2017                                               |
| États-Unis                 | 1989                                               |
| Royaume-Uni                | 2017                                               |
| Chypre                     | 2002                                               |

En plus, certains pays, comme le Chili en 2007, ont élaboré et présenté des directives toponymiques pour l’usage national.